# Generální guvernér Indie

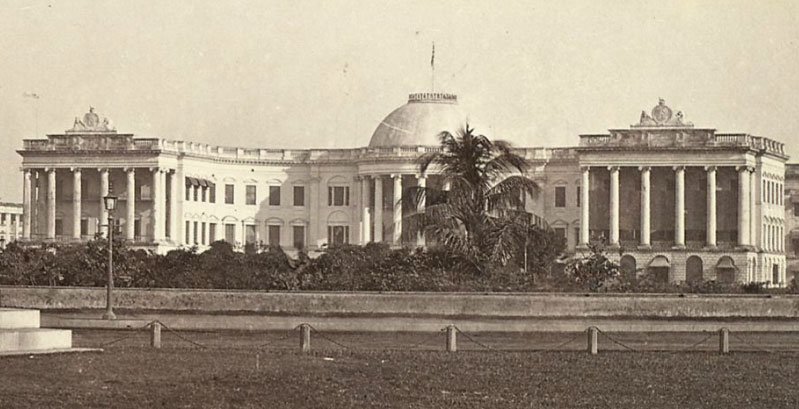
Místodržitelký palác Government House v Kalkatě, sídlo indických generálních guvernérů v 19. století

Funkce generálního guvernéra Indie (Governor–General of India) byla zřízena krátce po sedmileté válce, v níž Británie významně rozšířila svůj vliv v jihovýchodní Asii na úkor Francie. Warren Hastings, který byl od roku 1772 guvernérem v Bengálsku, byl stoupencem názoru, že britské kolonie v Indii by měly být řízeny centrálně, získal pod kontrolu Madras a Bombaj a v roce 1773 byl jmenován generálním guvernérem Bengálska, respektive indickým generálním guvernérem. Formálně se název Governor-General of India užíval až od roku 1833 na základě zákona o Indii. Generální guvernér byl podřízen Východoindické společnosti, která jej jmenovala. Východoindická společnost byla již od konce války s USA postavena pod státní dozor a funkce prezidenta kontrolního úřadu Východoindické společnosti (President of the Board of Control) patřila k důležitým ministerským postům. Personální obsazení funkce indického generálního guvernéra bylo tak od konce 18. století do značné míry politickou záležitosti britské vlády.
Po indickém povstání (1857) byla Východoindická společnost zrušena a správa Indie přešla přímo pod britskou korunu. Na základě nové indické ústavy se dosavadní generální guvernér Charles Canning stal 1. listopadu 1858 prvním indickým místokrálem. Místokrál byl podřízen nově zřízenému ministerstvu pro Indii. Po druhé světové válce byla Indie rozdělena (Zákon o nezávislosti Indie) a v srpnu 1947 vznikly nezávislé státy Indie a Pákistán. Louis Mountbatten, dosavadní místokrál, byl nadále jen generálním guvernérem Indické unie. Funkce generálního guvernéra Indie zanikla po vyhlášení Indické republiky (1950).
Sídlem indických generálních guvernérů byla od 18. století Kalkata, kde nechal lord Wellesley, bratr maršála Wellingtona, v letech 1801–1803 postavit místodržitelský palác Government House. Na popud místokrále Hardinga se v roce 1911 hlavním městem Indie stalo Dillí. Zde byl v letech 1912–1929 vystavěn nový místokrálovský palác, nyní rezidence indických prezidentů (Raštrapati Bavan), jehož projektantem byl architekt Edwin Luytens, zeť indického místokrále lorda Lyttona.

## Seznam generálních guvernérů
| Jméno                                                  | Foto | Nástup do funkce   | Konec funkce       | Životní data |
| ------------------------------------------------------ | ---- | ------------------ | ------------------ | ------------ |
| Warren Hastings                                        |      | 20. října 1773     | 1. února 1785      | 1732–1818    |
| Charles Cornwallis, 2. hrabě Cornwallis                |      | 12. září 1786      | 28. října 1793     | 1738–1805    |
| Sir John Shore                                         |      | 28. října 1793     | 18. března 1798    | 1751–1834    |
| Sir Alured Clarke                                      |      | 18. března 1798    | 18. května 1798    | 1744–1832    |
| Richard Wellesley, 2. hrabě z Morningtonu              |      | 18. května 1798    | 30. července 1805  | 1760–1842    |
| Charles Cornwallis, 1. markýz Cornwallis               |      | 30. července 1805  | 5. října 1805      | 1738–1805    |
| Sir George Barlow                                      |      | 10. října 1805     | 31. července 1807  | 1762–1847    |
| Gilbert Elliot, 1. hrabě z Minto                       |      | 31. července 1807  | 4. října 1813      | 1751–1814    |
| Francis Rawdon-Hastings, 1. markýz Hastings            |      | 4. října 1813      | 10. ledna 1823     | 1754–1826    |
| William Pitt Amherst, 2. baron Amherst                 |      | 1. srpna 1823      | 20. března 1828    | 1773–1857    |
| lord William Bentinck                                  |      | 4. července 1828   | 20. března 1835    | 1774–1839    |
| Sir Charles Metcalfe                                   |      | 20. března 1835    | 4. března 1836     | 1785–1846    |
| George Eden, 2. baron Auckland                         |      | 4. března 1836     | 28. února 1842     | 1784–1849    |
| Edward Law, 2. baron Ellenborough                      |      | 28. února 1842     | 14. června 1844    | 1790–1871    |
| Sir Henry Hardinge                                     |      | 23. července 1844  | 12. ledna 1848     | 1785–1856    |
| James Broun–Ramsay, 10. hrabě z Dalhousie              |      | 12. ledna 1848     | 28. února 1856     | 1812–1860    |
| Charles Canning, 2. vikomt Canning                     |      | 28. února 1856     | 21. března 1862    | 1812–1862    |
| James Bruce, 8. hrabě z Elginu                         |      | 21. březen 1862    | 20. listopadu 1863 | 1811–1863    |
| Sir John Lawrence                                      |      | 12. ledna 1864     | 12. ledna 1869     | 1811–1879    |
| Richard Bourke, 6. hrabě z Mayo                        |      | 12. ledna 1869     | 8. února 1872      | 1822–1872    |
| Thomas Baring, 2. baron Northbrook                     |      | 3. května 1872     | 12. dubna 1876     | 1826–1904    |
| Robert Bulwer–Lytton, 2. baron Lytton                  |      | 12. dubna 1876     | 8. června 1880     | 1831–1890    |
| George Robinson, 1. markýz z Riponu                    |      | 8. června 1880     | 13. prosince 1884  | 1827–1909    |
| Frederick Hamilton–Temple–Blackwood, 1. hrabě Dufferin |      | 13. prosince 1888  | 10. prosince 1894  | 1826–1902    |
| Henry Charles Petty-Fitzmaurice, 5. markýz z Lansdowne |      | 10. prosince 1888  | 11. října 1894     | 1845–1927    |
| Victor Bruce, 9. hrabě z Elginu                        |      | 11. října 1894     | 6. ledna 1899      | 1849–1917    |
| George Curzon, 1. baron Curzon                         |      | 6. ledna 1899      | 18. listopadu 1905 | 1859–1925    |
| Gilbert Elliot, 4. hrabě z Minto                       |      | 18. listopadu 1905 | 23. listopadu 1910 | 1845–1914    |
| Charles Hardinge, 1. baron Hardinge                    |      | 23. listopadu 1910 | 4. dubna 1916      | 1858–1944    |
| Frederick Thesiger, 3. baron Chelmsford                |      | 4. dubna 1916      | 2. dubna 1921      | 1868–1933    |
| Rufus Isaacs, 1. hrabě z Readingu                      |      | 2. dubna 1921      | 3. dubna 1926      | 1860–1935    |
| Edward Wood, 1. baron Irwin                            |      | 3. dubna 1926      | 18. dubna 1931     | 1881–1959    |
| Freeman Freeman-Thomas, 1. hrabě z Willingdonu         |      | 18. dubna 1931     | 18. dubna 1936     | 1866–1941    |
| Victor Hope, 2. markýz z Linlithgow                    |      | 18. dubna 1936     | 1. října 1943      | 1887–1952    |
| Archibald Wavell, 1. vikomt Wavell                     |      | 1. října 1943      | 21. února 1947     | 1883–1950    |
| Louis Mountbatten                                      |      | 15. srpna 1947     | 21. června 1948    | 1900–1979    |
| Čakravartí Rádžágópáláčárí                             |      | 21. června 1948    | 26. ledna 1950     | 1878–1972    |